# Ray Nkonyeni Local Municipality
Ray Nkonyeni (englisch Ray Nkonyeni Local Municipality) ist eine Lokalgemeinde im Distrikt Ugu der südafrikanischen Provinz KwaZulu-Natal. Der Verwaltungssitz der Gemeinde befindet sich in Port Shepstone. Bürgermeisterin ist Nomusa Cynthia Mqwebu.
Sie entstand ab dem 3. August 2016 aus der Zusammenführung der Gemeinden Ezinqoleni und Hibiscus Coast. Die Gemeinde ist nach dem Anti-Apartheid-Kämpfer Ray Nkonyeni benannt, der in dem Gebiet lebte und 1999 starb.

## Orte und Städte
| - Bandlane - Bhomela - Boboyi - Dlovinga - Dujazana - Gamalakhe - Gcilima - Godloza - Hibberdene - Izingolweni - KwaNzimakwe - Madakana - Margate | - Mbeni - Mbotsha - Mdlazi - Mgolemi - Mhlalandlini - Mlozane - Moguntia - Murchison - Mvutshini - Ndunu - Ngcawusheni - Nkampini - Nkothaneni | - Nositha - Nsangwini - Nsimbini - Nyandezulu - Port Edward - Port Shepstone - Qina-About - Ramsgate - Shobashobane - Southbroom - Thistles - Thundeza |

## Bevölkerung
2011 lebten in dem Gebiet 308.675 Einwohner auf einer Fläche von 1487 Quadratkilometern.